# 83 (број)
83 је природан број који се јавља после броја 82, а претходи броју 84.

## У математици
83 је:
- 23. прост број.
- Ченов број.[1]
- збир три узастопна проста броја (23 + 29 + 31).

- збир пет узастопних простих бројева (11 + 13 + 17 + 19 + 23).

- Ајзенштајнов прост број без имагинарног дела и реалног дела облика 3n − 1.

## У науци

### Хемија
- атомски број бизмута.

### Астрономија
- Месје 83, спирална галаксија магнитуде 8,5 у сазвежђу Хидра, такође позната као галаксија Јужни Вртњак.
- Објекат Новог општег каталога NGC 83, елиптична галаксија магнитуде 12,3 у сазвежђу Андромеда.

## У религији

### Јудаизам
Када неко напуни 83 године, може прославити другу бар мицву.

### Хришћанство
83 је бели супремацистички нумерички симбол који означава „hail Christ“, коју обично користе присталице расистичке и антисемитске верске секте хришћана.

## У музици
- М83 је деби албум француске групе за електронску музику М83
- 83 је песма коју је написао Џон Мејер на албуму Room for Squares[4]
- 83 је хип-хоп група из Квебека[5]

## На филму и телевизији
- Gypsy 83 је филм из 2001. године у режији Тода Стивенса[6]
- Генерација '83 је филм из 2004. године у режији Курта Е. Содерлинга[7]
- 83 сата до зоре је филм из 1990. године у режији Доналда Раја[8]

## На другим пољима
Осамдесет три је такође:
- 83. године нове ере, 83. пре Христа или 1983. година
- Калкулатор серијала TI-83
- Број модела Bell XP-83
- Број француског департмана Вар
- Идентификатор групе ISBN за књиге објављене у Пољској